# Regen in den Bergen
Regen in den Bergen (chinesisch 空山靈雨 / 空山灵雨, Pinyin Kōng shān líng yǔ, Jyutping Hung1 saan1 ling4 jyu5 – „leere Berge, beseelter Regen“, internationaler Titel englisch Raining in the Mountain) ist ein Film von King Hu aus dem Jahr 1979. 2018 wurde eine digitalbearbeitete Version des Originalfilms mit ungeschnittenen 120 Minuten Filmlänge durch das Taiwan Cinema Digital Restauration Project (TCDRP) restauriert und vom Taiwan Film Institute (TFI) zum Golden Horse Film Festival veröffentlicht.

## Handlung
Der sterbende Abt eines buddhistischen Klosters soll seinen Nachfolger bestimmen. Zur Beratung lädt er auch weltliche Amtsträger in das Kloster ein. Diese verfolgen allerdings ihre eigenen Pläne und es kommt zu Intrigen und Kämpfen. Schlussendlich wird zur Verwunderung aller ein ehemaliger Sträfling zum neuen Abt bestimmt.

## Kritiken
Das Lexikon des internationalen Films bezeichnet die Produktion als eine „meisterhaft inszenierte Reflexion über die Denkweise des Buddhismus und die Nichtigkeit weltlicher Belange.“